# Sander Pierron

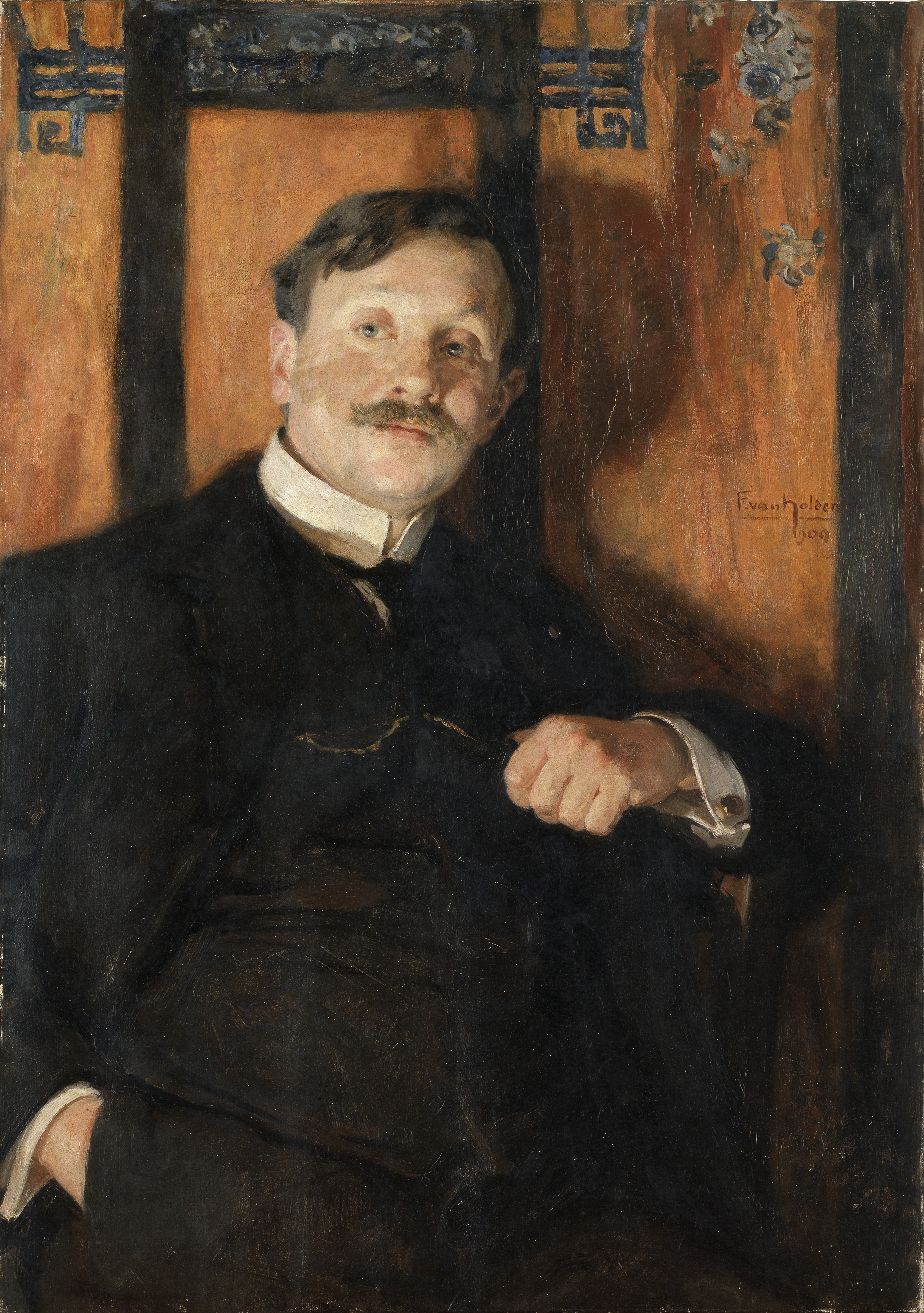
Portret van Sander Pierron door Frans Van Holder, 1909 (Koninklijk Museum voor Schone Kunsten Gent, 1909-GGG)

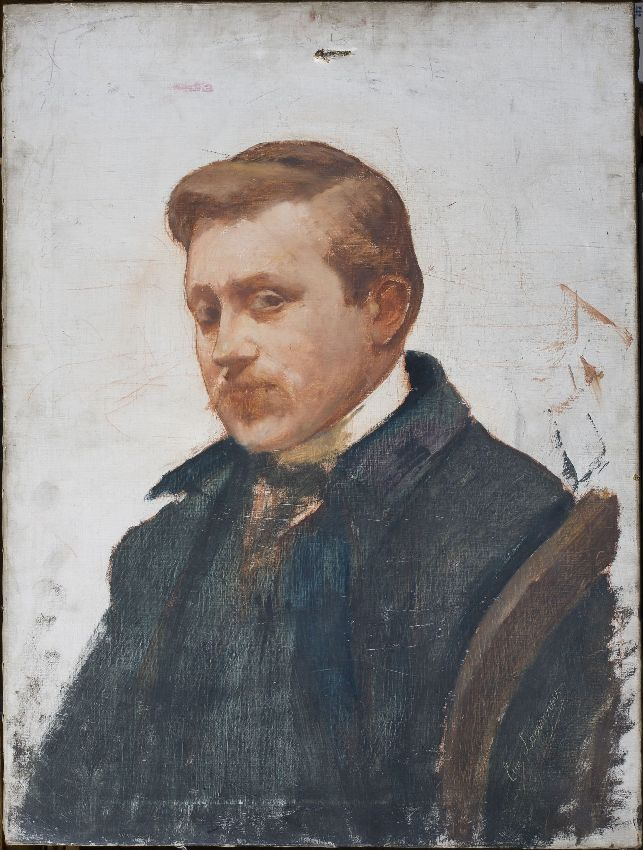
Portret van Sander Pierron door zijn vriend Eugène Laermans

Alexandre (Sander) Pierron (Sint-Jans-Molenbeek, 6 juli 1872 – Elsene, 8 september 1945) was een Belgisch auteur, journalist en kunstcriticus.

## Levensloop
Sander kwam uit een artiestenfamilie. Zijn vader Evariste was een vroege socialist. Na zijn lagere school moest Sander aan de slag als typograaf bij een onmeedogende drukker. Een ontmoeting met de schrijver Georges Eekhoud (1854–1927) veranderde zijn leven. Deze Vlaamse schrijver van Franse romans, een liberaal die tegen sociaal onrecht vocht, een Antwerpenaar in Brussel, werkte met Fernand Brouez aan La Société Nouvelle, een tijdschrift dat opriep tot sociale revolutie. De nauwelijks negentien jaar oude Sander kwam bij hem terecht in een nieuwe wereld. Eekhoud leerde hem Shakespeare en Goethe kennen, Engels en Duits. Ze gingen naar tentoonstellingen en optredens. Eekhoud nam hem aan als secretaris en loodste hem als journalist binnen bij L'Indépendance belge. De grote intimiteit tussen Sander Pierron en zijn mentor blijkt uit de 250 brieven die ze uitwisselden en het dagboek dat de romancier bijhield, Mon bien aimé petit Sander. Het boek toont een discrete relatie tussen de twee mannen, toegestaan door hun respectieve echtgenotes.
Pierron werd ook secretaris van kunstenaarsgroep Labeur. Hij zocht het gezelschap op van veelschrijvers die aan kunstkritiek deden, zoals Verhaeren, Le Roy, Lemonnier en Demolder. Zelf verwierf hij een solide reputatie op dit vlak.
In 1903 installeerde hij zich in de Elsense Waterleidingsstraat 157, in een huis dat hij liet bouwen door zijn vriend Victor Horta. Dit Huis Sander Pierron is sinds 1998 beschermd. Hij schreef tijdens de bouw een werk over Horta's vorige realisatie, Magasins Waucquez.
Pierron was een liefhebber van het Zoniënwoud en schreef er een poëtische geschiedenis van. Een volgende editie bevatte eigen illustraties en was met drie delen nog omvattender.

## Publicaties
- Zeventien volumes over schilders en beeldhouwers
- Histoire de la forêt de Soignes, Brussel, 1905
- Histoire illustrée de la Forêt de Soignes, s.d. [ca. 1930]
  - Tome I: La Géographie, L'Histoire, La Juridiction
  - Tome II: La Flore, La Faune, Les Maisons seigneuriales
  - Tome III: Les Etablissements religieux, Les Chantres

## Voetnoten
1. ↑  Waar nu het Belgisch Centrum voor het Beeldverhaal huist.

- Bibliothèque nationale de France: cb121190360 (data)
- Digitale Bibliotheek voor de Nederlandse Letteren: pier047
- Gemeinsame Normdatei: 119533774
- International Standard Name Identifier: 0000 0000 6142 8546
- Library of Congress Control Number: no96024091
- Nationale Bibliotheek van Israël: 987007284897305171
- Système universitaire de documentation: 029598435
- Virtual International Authority File: 51722266
- WorldCat: E39PBJjhy4hfYBckCggTxGw3cP